# Ruke Orhorhoro
Oghenerukevwe Orhorhoro (* 13. Oktober 2001 in Lagos) ist ein nigerianisch-US-amerikanischer American-Football-Spieler auf der Position des Defensive Tackles. Er spielt für die Atlanta Falcons in der National Football League (NFL).

## Frühe Jahre
Orhorhoro wuchs zunächst in Lagos, Nigeria, auf. Im Alter von neun Jahren siedelte er mit seiner Familie in die Vereinigten Staaten über und besuchte in River Rouge, Michigan, die Highschool. Ab 2019 besuchte er  die Clemson University. Zwischen 2019 und 2023 absolvierte er 43 Spiele für das Collegefootballteam und erzielte 88 Tackles (davon 25,5 für einen Raumverlust) und 12 Sacks.

## NFL
Orhorhoro wurde im NFL Draft 2024 in der zweiten Runde an 35. Stelle von den Atlanta Falcons ausgewählt.